# 김준구
김준구(1985년 11월 13일 ~ )는 대한민국의 배우이다.

## 학력
- 목원대학교 미술교육학과 학사
- 중앙대학교 예술대학원 공연영상학과 석사

## 출연 작품

### 방송
- 《기적의 오디션》 (SBS, 2011년)

### 드라마
- 《결혼의 여신》 (SBS, 2013년) - 김예솔 역
- 《미미》 (Mnet, 2014년) - 불의 전사 역
- 《갑동이》 (SBS, 2014년) - 묻지마 칼부림 범인 역 (특별출연)
- 《태양의 도시》 (MBC 드라마넷, 2015년)

### 영화
- 《미운오리새끼》 (2012년) - 낙만 역
- 《기술자들》 (2014년) - 형사 4 역
- 《여곡성》 (2018년) - 호위무사 1 역
- 《세트플레이》 (2020년) - 성현 역

## 홍보대사
- 2011년 목원대학교 홍보대사

## 수상
- 2013년 제22회 부일영화상 신인남자연기상